# SFX (雑誌)
『SFX』は、イギリスの雑誌である。
1995年に創刊され、Future plcより4週毎に発行されている。サイエンス・フィクション、ファンタジー、ホラーを題材とした映画、テレビ、テレビゲーム、コミック、小説の記事がカバーされている。雑誌のウェブサイトによると、誌名の『SF』は「science fiction」から来ているが、『X』に関しては触れられていない。
最初の11号まではマット・ビールビーが編集長を務めた。続けてデイヴ・ゴールダーが務め、2005年に降板したが、後にオンライン版の編集長となった。ゴールダーの後はデヴィッド・ブラッドリーが編集長となっている。